# Guacamole

Un bol amb guacamole

El guacamole o guacamol (del nàhuatl ahuacatl i molli, alvocat i salsa respectivament; pronunciat wakaˈmole o ɡwakaˈmole és una preparació culinària feta principalment amb alvocat, desenvolupada per primera vegada pels asteques a l'actual Mèxic. A més del seu ús a la cuina mexicana moderna, també s'ha convertit en part de les cuines internacional i nord-americana com a salsa, condiment o ingredient de les amanides.
Generalment s'hi incorpora sempre suc de llimona i sal però els altres elements són variables. Es poden fer guacamoles amb tomàquet, pebrot tipus chile, ceba, coriandre, all i orellanes o altres fruites seques. Per fer el guacamole cal aixafar l'alvocat amb una mà de morter, afegir-hi un raig de llimona que evita que la salsa es torni marronosa per oxidació, i incorporar-hi la resta d'ingredients finament picats. Mesclar-ho tot homogèniament.